# Мерлузи
Мерлузите (Merluccius) са род животни от семейство Мерлузови (Merlucciidae).
Таксонът е описан за пръв път от Константен Самюел Рафинеск през 1810 година.

## Видове
- Merluccius albidus – Северноамериканска дълбоководна мерлуза
- Merluccius angustimanus – Гватемалски мерлуза
- Merluccius australis – Австралийска мерлуза
- Merluccius bilinearis – Северноамериканска мерлуза
- Merluccius capensis – Южноафриканска мерлуза
- Merluccius gayi – Чилийска мерлуза
- Merluccius hernandezi
- Merluccius hubbsi – Аржентинска мерлуза
- Merluccius merluccius – Мерлуза
- Merluccius paradoxus – Южноафриканска дълбоководна мерлуза
- Merluccius patagonicus
- Merluccius polli – Бенгалска мерлуза
- Merluccius productus – Тихоокеанска мерлуза
- Merluccius senegalensis – Сенегалска мерлуза